# Cistothorus
Cistothorus là một chi chim trong họ Troglodytidae.